# GINAF
GINAF es un fabricante de camiones neerlandés que produce principalmente camiones pesados para el transporte fuera de carretera, la construcción y los trabajos agrícolas. Unos 150 camiones se hacen cada año en la fábrica de la compañía en Veenendaal por 69 empleados en los Países Bajos 
La compañía también tiene un centro de servicio para sus camiones en la pequeña ciudad neerlandesa de Ederveen.

## Historia
La compañía fue fundada en 1948 por Wuf y Adrie van Ginkel y comenzó como un distribuidora modificadora de camiones remanentes del Ejército de EE. UU, como el GMC Diamond. A principios de 1960 la empresa se convirtió en un verdadero fabricante de camiones y cambió el nombre a Van Ginkels Automobiel Fabriek o GINAF para abreviar. La compañía comenzó a producir sus propios camiones que utilizan principalmente componentes DAF. Debido a esto los camiones GINAF menudo un aspecto similar a los camiones DAF como su cabina, que suele ser la misma que las utilizadas por DAF.
Desde 1986 GINAF utiliza un sistema de suspensión hidroneumática (Hydro-pneumatisch veersysteem o HPVS en holandés) para muchos de sus camiones, que funciona mejor bajo cargas pesadas y el terreno áspero en comparación con los sistemas de suspensión convencionales y también tiene una vida útil más larga.
En 2012 fue adquirida por la empresa China Hi-Tech Group Corporation, con una incidencia en ventes de 47 millones de € en China ese año.

## Camiones especiales

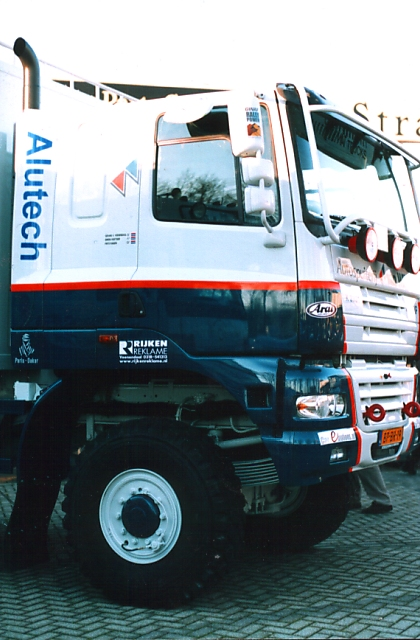
Camión de servicio GINAF X3331 en el Rally Dakar

Los camiones especiales que producen son coches de bomberos, antidisturbios, militares, cisterna y camiones para la basura.
Varios camiones también participan en el Rally Dakar como camiones de competición y como camiones de asistencia desde 1987.